# 16103 Lorsolomon
16103 Lorsolomon este un asteroid din centura principală de asteroizi.

## Descriere
16103 Lorsolomon este un asteroid din centura principală de asteroizi. A fost descoperit pe 5 noiembrie 1999 la Socorro, New Mexico, în cadrul proiectului LINEAR. Asteroidul prezintă o orbită caracterizată de o semiaxă mare de 2,40 ua, o excentricitate de 0,16 și o înclinație de 2,8° în raport cu ecliptica.